# ВЭПП-4
ВЭПП-4 — электрон-позитронный коллайдер, работающий в Институте ядерной физики СО РАН.
Ускорительный комплекс ВЭПП-4 с универсальным детектором КЕДР представляет собой уникальную установку для проведения экспериментов со встречными электрон-позитронными пучками. Комплекс ВЭПП-4 включает в себя следующие установки: инжектор (энергия пучка до 350 МэВ), накопитель ВЭПП-3 (до 2 ГэВ) и электрон-позитронный коллайдер ВЭПП 4М (до 6 ГэВ).
Физико-технические параметры комплекса позволяют осуществлять постановку экспериментов, уникальных не только для России, но и в мировом масштабе. Так, на электрон-позитронном коллайдере ВЭПП-4М реализована система измерения энергии частиц методом резонансной деполяризации, разработанным в ИЯФ СО РАН, с рекордной относительной точностью {\displaystyle 10^{-7}}, не достигнутой ни в одной другой лаборатории мира. Такая методика даёт возможность измерять массу элементарных частиц с чрезвычайно высокой точностью.
Комплекс ВЭПП-4 — КЕДР предназначен для экспериментов по физике высоких энергий. В последние годы целью большинства экспериментов является прецизионное измерение масс элементарных частиц.
Кроме физики высоких энергий, на комплексе ВЭПП-4 проводятся исследования с использованием выведенных пучков синхротронного излучения. Основные направления — материаловедение, изучение взрывных процессов, археология, биология и медицина, нанотехнологии и т. д.
На накопителе ВЭПП-3 проводятся эксперименты по ядерной физике на внутренней газовой мишени, которая представляет собой рекордную по интенсивности струю газа (дейтерия или водорода), вводимую непосредственно в вакуумную камеру накопителя.
Сотрудниками ускорительной лаборатории на комплексе ВЭПП-4 проводятся исследования динамики пучков заряженных частиц.
В экспериментах по физике высоких энергий с рекордной точностью измерены массы элементарных частиц, таких как J/psi, psi(2s) и psi(3770) мезоны, тау-лептон. Массы J/psi и psi(2s) мезонов, измеренные на комплексе ВЭПП-4, входят в десятку наиболее точно известных масс элементарных частиц, измеренных за всю историю физики. В 2008 году закончен эксперимент по измерению массы тау-лептона с лучшей в мире точностью, внесший значительный вклад в определение пределов применимости «Стандартной модели» — теории, которая на сегодняшний день наиболее полно описывает фундаментальные свойства материи и элементарных частиц.
Эксперименты по ядерной физике с поляризованной газовой мишенью дают уникальную информацию о структуре и свойствах протона.
На пучках синхротронного излучения проводятся фундаментальные и прикладные исследования по следующим приоритетным направлениям развития науки, технологий и техники РФ: индустрия наносистем и наноматериалов, экология и рациональное природопользование, энергетика и энергосбережение, живые системы, информационно-телекоммуникационные системы и электроника.